# Rybí
Rybí (německy Reimlich) je obec v okrese Nový Jičín v Moravskoslezském kraji. Žije zde přibližně 1 300 obyvatel. Nachází se zde památný tis, který patří mezi chráněné památné stromy České republiky.

## Název
Obec byla dříve nazývána Rybník, německy Raybnig (1567), pak Reimbnigk, Reimnigk či Reimblich.

## Historie
První písemná zmínka o obci pochází z roku 1411.

## Obyvatelstvo
| Rok            | 1869 | 1880 | 1890 | 1900 | 1910  | 1921  | 1930  | 1950  | 1961  | 1970  | 1980  | 1991  | 2001  | 2011  | 2021  |
| -------------- | ---- | ---- | ---- | ---- | ----- | ----- | ----- | ----- | ----- | ----- | ----- | ----- | ----- | ----- | ----- |
| Počet obyvatel | 788  | 817  | 890  | 905  | 1 005 | 1 046 | 1 140 | 1 096 | 1 232 | 1 122 | 1 065 | 1 092 | 1 062 | 1 136 | 1 182 |
| Počet domů     | 128  | 131  | 131  | 137  | 144   | 146   | 189   | 228   | 247   | 264   | 271   | 327   | 328   | 356   | 393   |

Věková struktura obyvatel obce Rybí roku 2011
Rodinný stav obyvatel obce Rybí roku 2011
Vzdělání obyvatel obce Rybí roku 2011

## Obecní správa
Mezi lety 1869–1975 Rybí bylo obcí v okrese Nový Jičín. Od 1. ledna 1976 do 23. listopadu 1990 patřilo jako část města k Novému Jičínu a od 24. listopadu 1990 je opět samostatnou obcí.

### Obecní symboly
Znak a vlajka byly obci uděleny rozhodnutím předsedy Poslanecké sněmovny Parlamentu České republiky dne 27. března 2000.

## Pamětihodnosti
- Staré fojtství
- Kostel Nalezení svatého Kříže
- Křížová cesta v okolí obce